# Tagaéri
 (juin 2023).
La mise en forme du texte ne suit pas les recommandations de Wikipédia : il faut le « wikifier ».
Les points d'amélioration suivants sont les cas les plus fréquents. Le détail des points à revoir est peut-être précisé sur la page de discussion.
- Les titres sont pré-formatés par le logiciel. Ils ne sont ni en capitales, ni en gras.
- Le texte ne doit pas être écrit en capitales (les noms de famille non plus), ni en gras, ni en italique, ni en « petit »…
- Le gras n'est utilisé que pour surligner le titre de l'article dans l'introduction, une seule fois.
- L'italique est rarement utilisé : mots en langue étrangère, titres d'œuvres, noms de bateaux, etc.
- Les citations ne sont pas en italique mais en corps de texte normal. Elles sont entourées par des guillemets français : « et ».
- Les listes à puces sont à éviter, des paragraphes rédigés étant largement préférés. Les tableaux sont à réserver à la présentation de données structurées (résultats, etc.).
- Les appels de note de bas de page (petits chiffres en exposant, introduits par l'outil «  Source ») sont à placer entre la fin de phrase et le point final[comme ça].
- Les liens internes (vers d'autres articles de Wikipédia) sont à choisir avec parcimonie. Créez des liens vers des articles approfondissant le sujet. Les termes génériques sans rapport avec le sujet sont à éviter, ainsi que les répétitions de liens vers un même terme.
- Les liens externes sont à placer uniquement dans une section « Liens externes », à la fin de l'article. Ces liens sont à choisir avec parcimonie suivant les règles définies. Si un lien sert de source à l'article, son insertion dans le texte est à faire par les notes de bas de page.
- La présentation des références doit suivre les conventions bibliographiques. Il est recommandé d'utiliser les modèles {{Ouvrage}}, {{Chapitre}}, {{Article}}, {{Lien web}} et/ou {{Bibliographie}}. Le mode d'édition visuel peut mettre en forme automatiquement les références.
- Insérer une infobox (cadre d'informations à droite) n'est pas obligatoire pour parachever la mise en page.

Pour une aide détaillée, merci de consulter Aide:Wikification.
Si vous pensez que ces points ont été résolus, vous pouvez retirer ce bandeau et améliorer la mise en forme d'un autre article.
Les Tagaeri sont un peuple Huaorani de l'est vivant dans le parc national de Yasuni, dans le bassin amazonien équatorien. Ce peuple est nommé (en Wao-Terero, la langue Huaorani) d'après l'un de leurs membres appelé Tagae. Les communautés kichwa voisines les appellent parfois Awashiri, ce qui peut se traduire par «personnes de haut niveau». Ils vivent un mode de vie de chasseur cueilleur et ont refusé tous les contacts extérieurs, ce qui en fait l'un des rares peuples non contactés du monde. En plus des Tagaeri, la région abrite leurs parents, les Taroménane, qui sont un autre groupe Huaorani oriental.

## Histoire
Tagae et ses partisans faisaient partie des familles Huaroani qui se sont séparées en 1968 après avoir refusé l'établissement de missionnaires, ils vivent depuis lors en isolement volontaire. Les contacts avec les autres Huaorani sont restés très sporadiques, mais marqués par des explosions de violence interclanique, comme en 1993, ou encore en 2003. Durant les années 1990, les groupes Huaorani de l'est ont migré vers l'ouest, près de la communauté Kichwa qui vit sur les abords du río Curaray. Cette migration a eu lieu en partie pour échapper aux effets de l'exploitation pétrolière, de la déforestation et peut-être également en raison de la réduction des stocks de gibier. Les Kichwa du Rio Curaray les voient occasionnellement mais évitent d'interagir avec eux, car ce sont des Tagaeri, parlant une langue comme celle des Huaorani occidentaux.

## Contact avec le monde moderne
Les tentatives de contact menées par des peuples extérieurs ont, pour la majorité, été violemment repoussées, à commencer par une série d'attaques contre la colonie de Coca, en représailles à la tentative d'évangélisation par l'Institut d'été de linguistique. La plus récente de ces attaques a été l'attaque à la lance en 1987 des missionnaires Alejandro Labaca et Inés Arango. En 2003, un couple Kichwa a été attaqué à la lance sur les rives du rio Curaray, les Kichwa auraient accusé les Tagaeri. Plus récemment en mars 2008, le corps d'un braconnier de bois rare âgé de 37 ans, Luis Castellanos, a été retrouvé  dans la région de Yasuni, avec neuf lances à pointe en fer plantées dans son abdomen. Selon des responsables locaux, les auteurs des faits présumés sont des Tagaeri ou des Taromenani.

## Statut
On estime qu'il n'y a pas plus de 20 à 30 Tagaeri encore vivants. Avec les Taromenane, ils constituent les deux derniers groupes indigènes d'Équateur connus vivant en autarcie volontaire complète. De graves menaces pèsent sur eux, notamment la forte prévalence de maladies étrangères pour leur système immunitaire. Ils sont également menacés par le braconnage illégal de bois durs tropicaux, les contrebandiers, les colons et les compagnies pétrolières qui s'installent dans la région, avec des forages qui se rapprochent sans cesse de leurs terres. Le 15 février 2008, les autorités équatoriennes ont accepté d'enquêter sur des informations selon lesquelles cinq membres des tribus Taromenane et Tagaeri auraient été tués par des bûcherons illégaux.

## Préservation
Les organismes qui tentent de protéger les Tagaeri ainsi que d'autres peuples amazoniens de la région comptent parmi eux l'initiative Yasuní-ITT du gouvernement équatorien, lancée par le président Rafael Correa en 2007. Malheureusement l'initiative Yasuní-ITT s'est soldée par un échec courant 2013.